# Michajlovo-Tězikovo
Michajlovo-Tězikovo, rusky Миха́йлово-Те́зиково (dříve Stajore Tězikovo / Старое Тезиково) je vesnička v Narovčatském rajónu Penzenské oblasti, je také součástí Viljanského venkovského sdružení obcí.
Obec se nachází na levém břehu řeky Mokši. K 1. lednu 2004 se v obci nacházelo 58 domácností, 130 obyvatel. V&roce 2012 zde nebyli trvalí obyvatelé.

## Dějiny
Ves byla založena nejpozději roku 1648, první písemná zmínka o ní je z roku 1678. V roce 1691 je obec uváděna jako ves Staraja Tězikova (деревня Старая Тезикова), v roce 1714 se název ustálil jako Michajlovskoje (Михайловское), též Tězikovo (Тезиково), a statkář Semjon Mělsitov zde měl 41 poddaných - nevolníků. První část názvu (Michajlovskoje) je odvozena od církevního stolce zasvěceného archandělu Michaelovi (doložen od roku 1652), druhá část od příjmení Tězikov (Тезиков) – v listinách z počátku 18. století jsou v okolních obcích uvedeni drobní vlastníci půdy a páni Tězikovové.
V roce 1877 v Rožděstvěnsko-Tězikovském katastru nacházelo 52 dvorů a kostel.

### Vývoj počtu obyvatelstva
- 1864—221,
- 1877—357,
- 1926—527,
- 1959—321,
- 1979—269,
- 1989—170,
- 1996—164 .
- 2012-0.

## Významní rodáci
Alexandr Andrejevič Archangelskij (1846-1924 v Praze) – ruský skladatel duchovní sborové hudby, sbormistr a sborový reformátor, zasloužilý umělec RSFSR.

## Pamětihodnosti
Do bolševické revoluce ve vsi stával chrám Michaela archstratéga / Храм во имя Архистратига Михаила, v němž jako duchodní sloužil otec a další předkové skladatele A. A. Archangelského. Archangelskij zde byl 15. října 1846 pokřtěn a jako chlapec zde zpíval. Jednalo se ó kamenný, jednooltářní kostel. Vystavěn v roce 1831 na náklady gardového praporčíka Vasilije Josifoviče Macyjeva a vysvěcen 12. července téhož roku. Kamenná zvonice byla přistavěna v roce 1848 na náklady kostelníka chrámu, Filippa Vasiljeviče Sektorova. V době socialismu byl chrám zničen. Po pádu komunismu byl roku 2006 z iniciativy narovčatských rodáků a místní pravoslavné církve v místě kostela vystavěn kříž.